# 広島県道465号川尻安浦線
広島県道465号川尻安浦線（ひろしまけんどう465ごう かわじりやすうらせん）は、広島県呉市を通る一般県道である。

## 概要
呉市川尻町東二丁目から呉市安浦町中央四丁目に至る。

### 路線データ
- 起点：呉市川尻町東二丁目（川尻月の浦交差点、国道185号交点）
- 終点：呉市安浦町中央四丁目（安浦駅前交差点、広島県道34号矢野安浦線交点、広島県道205号安浦停車場線終点）
- 総延長：約10.3 km

## 歴史
- 1978年（昭和53年）11月14日 - 広島県告示第1,022号により認定される。
- 2004年（平成16年）4月1日 - 豊田郡川尻町が呉市に編入されたことに伴い、起点の地名表記が変更される（豊田郡川尻町東二丁目→呉市川尻町東二丁目）。
- 2005年（平成17年）3月20日 - 豊田郡安浦町が呉市に編入されたことに伴い、全区間が呉市域のみを通る路線になり、併せて終点の地名表記が変更される（豊田郡安浦町中央四丁目→呉市安浦町中央四丁目）。

## 路線状況

### 道路施設

#### 主な橋梁
- 安浦大橋（野呂川、呉市安浦町内海南五丁目 - 呉市安浦町中央四丁目）

#### トンネル
- 日の浦トンネル：延長355.5 m、1988年（昭和63年）竣工、呉市安浦町三津口

### 通行不能区間
- 呉市安浦町安登字小島 - 呉市安浦町安登字塩谷間

## 地理

### 通過する自治体
- 呉市

### 交差する道路
| 交差する道路                                     | 交差する場所     | 交差する場所            |
| ------------------------------------------------ | ---------------- | ----------------------- |
| 国道185号                                        | 川尻町東二丁目   | 川尻月の浦交差点 / 起点 |
| 通行不能区間                                     |                  |                         |
| 国道185号                                        | 安浦町水尻一丁目 | 晴海大橋南詰交差点      |
| 広島県道34号矢野安浦線 広島県道205号安浦停車場線 | 安浦町中央四丁目 | 安浦駅前交差点 / 終点   |

### 沿線
- 七浦海水浴場
- グリーンピアせとうち（旧：グリーンピア安浦）
- 呉カントリークラブ
- 呉市立安浦中学校
- JR西日本呉線 安浦駅